# Schloss Neuhausen (Prignitz)

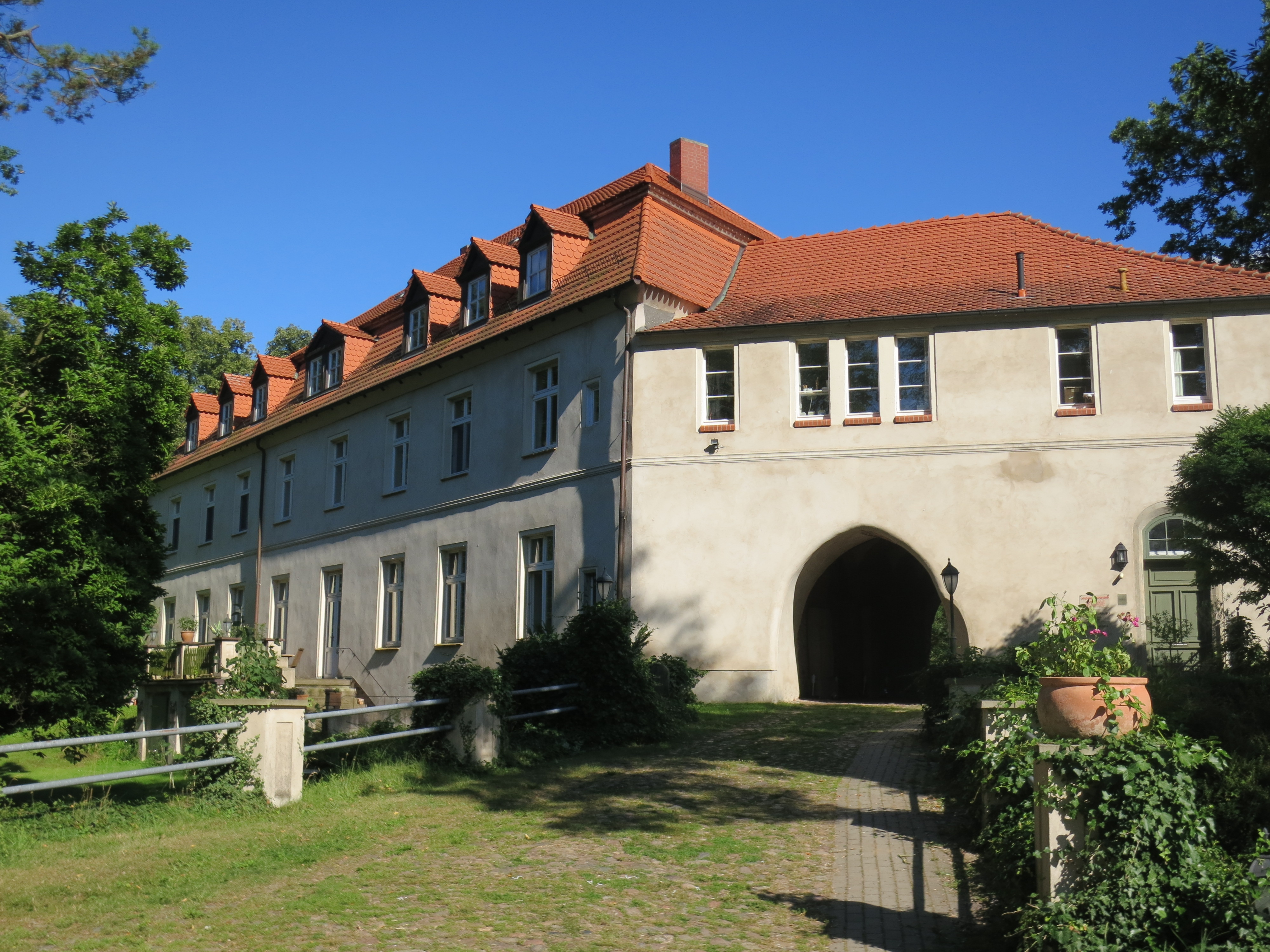
Schloss Neuhausen

Das Schloss Neuhausen in der Gemeinde Berge (Ortsteil Neuhausen) liegt westlich von Putlitz im Landkreis Prignitz im Nordwesten Brandenburgs.

## Geschichte
Im Jahr 1147 wurde Schloss Neuhausen zerstört, als Markgraf Albrecht der Bär einen Kreuzzug gegen die heidnischen Wenden unternahm. 1318 erfolgte eine Erwähnung Neuhausens als „novum castrum prope Perleberg“. 1334 gehörte Neuhausen zum Land Perleberg und wurde vom Markgrafen an den Grafen Heinrich von Schwerin versetzt. 1345 verlieh der Markgraf Ludwig I. Neuhausen an den Ritter Nicolaus von Lobeck.
Die Familie von Rohr wurde 1396 Besitzer von Neuhausen. 1618 verkauften die von Rohr die Hälfte Neuhausens an Georg von Winterfeld, und zwar das Ältere Schloss. Die Familie von Winterfeld erwarb 1712 auch den Rohrschen Anteil von Neuhausen. 1738 war ein Umbau des Neuhausener Herrenhauses zu einer barocken Dreiflügelanlage durch Johann Gebhard von Winterfeld. Der Umbau erfolgte unter Verwendung von Teilen der alten Burg (Gewölbekeller, Kapelle, Tordurchfahrt); Teile der alten Renaissanceanlage, unter anderem ein Turm, blieben weiterhin bestehen. 1786 konnte der Besitz Neuhausen einen Taxwert von 14.220 Taler aufweisen.
Um 1857 war Rudolph von Winterfeld der Gutsherr. Später nennen genealogischen Quellen den Oberstleutnant a. D. Julius von Winterfeld (1814–1899), verheiratet mit Marie von Leszczyński. Sie haben eine Tochter, drei Söhne, und den 1881 in Neuhausen geborenen Enkel Detlof von Winterfeld, der aber schon vor 1907 Direktor der Bank für Grundbesitz und Handel AG mit Sitz im Haus Potsdam in Berlin wurde. Das Erbe geht so an einen Neffen, an Henning (Henning Karl) von Winterfeld (1858–1944). 
1903 erfolgte unter seine Regie ein Umbau und eine Sanierung von Herrenhaus, Wirtschaftshof und Aufstockung der Seitenflügel. Er war ebenso Abgeordneter des Preußischen Abgeordnetenhauses und Ehrenritter des Johanniterordens. Mit seiner ersten Ehefrau Wally von Haase-Wiebendorf hatte er die Tochter Irmgard (1887–1964), die 1907 den Offizier i. G. Wilhelm von Busse (1885–1967) heiratete. 1944 erbte dadurch die Familie von Busse den Besitz von dem letzten genannten Winterfeld auf Neuhausen. 1945 wurde die Familie von Busse enteignet und das Gut ein Versorgungsgut der Roten Armee. Im Dorf und im Herrenhaus lebten 181 Kriegsflüchtlinge. 
1979 stand das Herrenhaus nach baupolizeilicher Sperrung leer und war seitdem dem Verfall preisgegeben. Auch wurden einige Wirtschaftsgebäude des Gutshofes wegen Einsturzgefahr abgerissen.

## Aktuelle Nutzung
1993 kaufte der Bauingenieur Richard-Albrecht Küsell das verfallene Schloss und begann mit der Sanierung. 2004 wurde die Sanierung der Kapelle durch den Eigentümer mit dem brandenburgischen Denkmalpreis gewürdigt. Zurzeit bemüht sich der Förderverein Schloss Neuhausen e.V. um die Sicherung und die teilweise Freilegung der noch vorhandenen Burgruine auf dem Gelände der Wasserburganlage.
Das Schloss wird für Veranstaltungen, wie Hochzeiten mit standesamtlicher Trauung in der Schlosskapelle, Familienfeiern und Abende am Kamin genutzt. Zu bestimmten Zeiten, wie am Tag des offenen Denkmals, ist es für Besichtigungen geöffnet. Im letzten verbliebenen Teil des Wirtschaftshofes befindet sich heute ein Gästehaus, welches auch Übernachtungen und Räume für Seminare anbietet.